# Avery (cràter)
Avery és un petit cràter d'impacte localitzat en l'extrem est de la Lluna (la seva colongitud selenográfica és de 279°). És gairebé circular, amb forma de bol. Es troba proper a la frontera oest del Mare Smythii. Cap a l'est està el cràter Haldane, i cap al sud-oest el cràter Carrillo. El cràter Gilbert es troba al sud-oest.

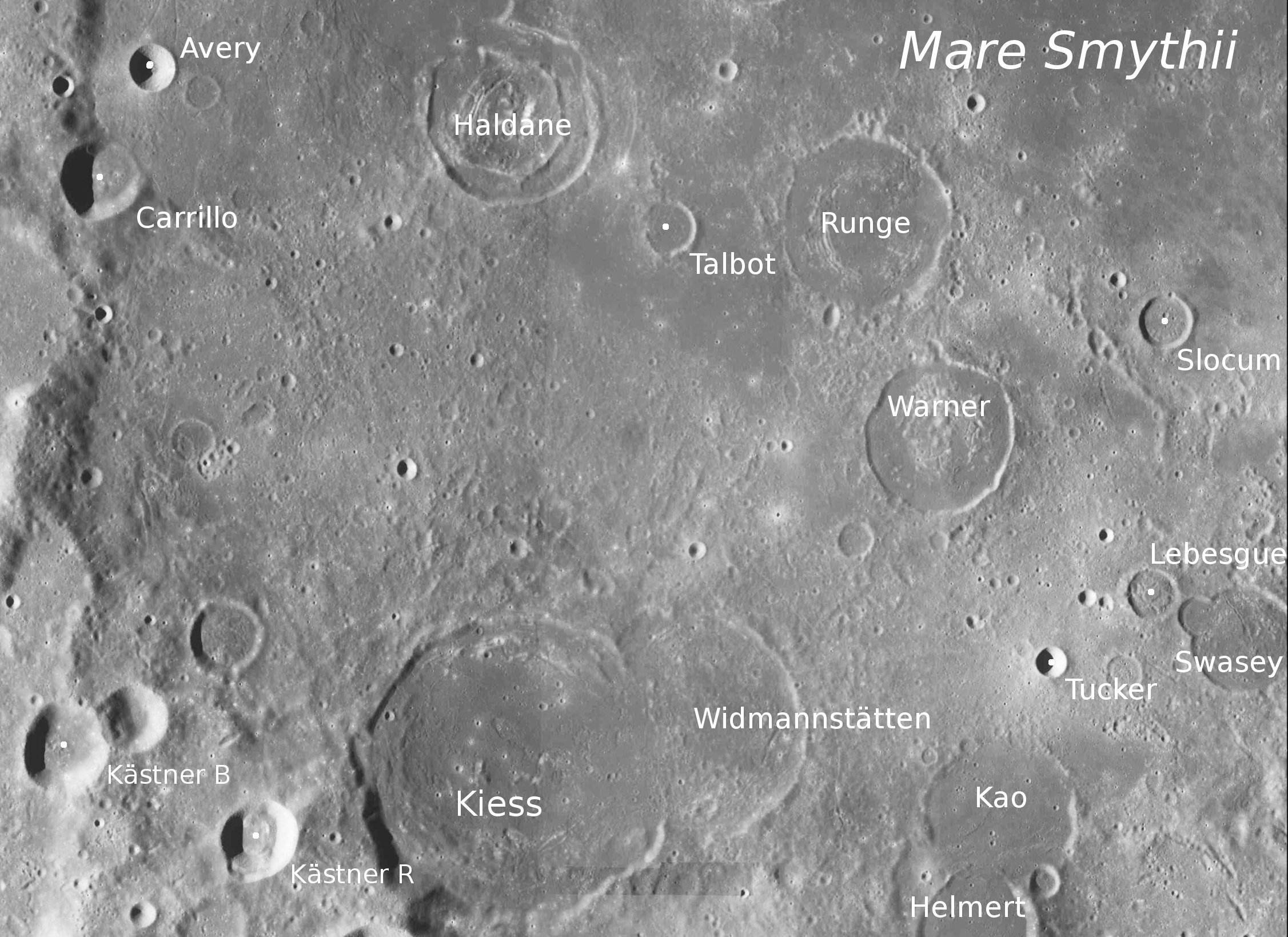
Localització d'Avery (cantonada superior esquerra de la imatge). Fotografia LRO

El cràter Avery prèviament va ser designat com el cràter satèl·lit Gilbert O, abans de ser rebatejat per la Unió Astronòmica Internacional, en honor del metge Oswald Avery, codescubridor que l'ADN és el portador de la informació genètica.